# Regione Settentrionale (Malawi)
La Regione Settentrionale (ufficialmente Northern Region, in inglese) è una delle tre regioni del Malawi. Il suo capoluogo è Mzuzu.

## Geografia antropica

### Suddivisioni amministrative
La Regione Settentrionale comprende 6 distretti:
- Chitipa
- Karonga
- Likoma
- Mzimba
- Nkhata Bay
- Rumphi